# Márcio França
Márcio Luiz França Gomes (Santos, 23 de junho de 1963) é um político e advogado brasileiro, filiado ao Partido Socialista Brasileiro (PSB) e atual ministro do Empreendedorismo, da Microempresa e da Empresa de Pequeno Porte. Foi governador do estado de São Paulo de 2018 a 2019, tendo sido vice-governador de 2015 a 2018 e assumido o governo após a renúncia do titular, Geraldo Alckmin. Exerceu também o cargo de ministro dos Portos e Aeroportos em 2023.
Graduou-se em direito pela Universidade Católica de Santos e presidiu o diretório acadêmico da instituição. Trabalhou como oficial de justiça do Tribunal de Justiça do Estado de São Paulo entre 1983 e 1992. Em 1986, casou-se com Lúcia, com quem teve dois filhos, incluindo o deputado Caio. Em 1988, ingressou no PSB, o único partido político ao qual foi filiado desde então.
Em 1989, assumiu o cargo de vereador de São Vicente, cidade da qual foi eleito prefeito em 1996 e reeleito em 2000, com 93% dos votos válidos. Em 2006, elegeu-se deputado federal, reelegendo-se em 2010. Em 2011, foi nomeado secretário de Esporte, Lazer e Turismo do Estado de São Paulo, no governo de Geraldo Alckmin (PSDB).
Em 2014, França foi eleito vice-governador na chapa de Alckmin. Após a posse, assumiu também a função de secretário de Desenvolvimento Econômico, Ciência, Tecnologia e Inovação. Quando Alckmin renunciou para concorrer à presidência da República em abril de 2018, França foi empossado governador. Candidatou-se à reeleição e recebeu 21,5% dos votos válidos no primeiro turno e 48,25% dos votos válidos no segundo turno das eleições de 2018, perdendo para seu adversário João Doria (PSDB). Nas eleições de 2022, foi candidato a senador por São Paulo, ficando em segundo lugar na disputa, atrás de Marcos Pontes (PL).

## Início de vida, família, educação e carreira

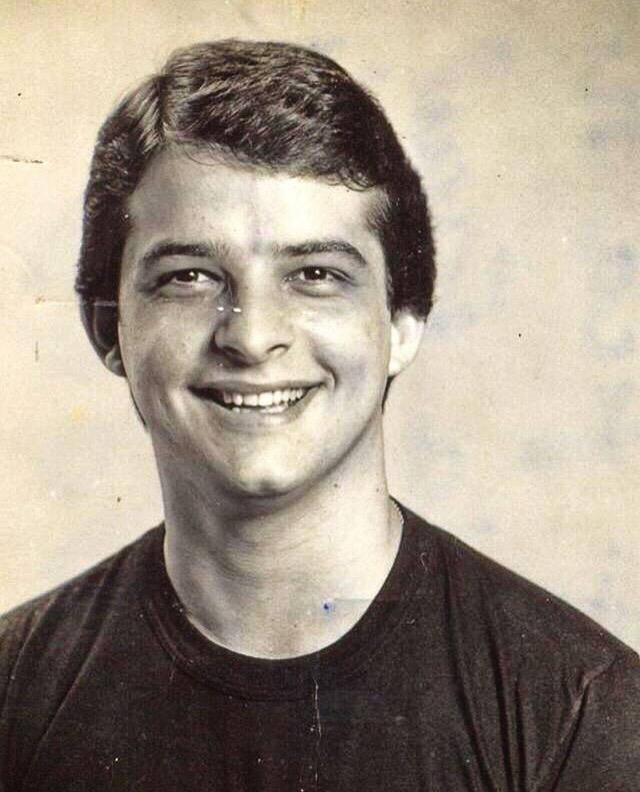
Márcio França durante sua juventude.

Márcio França nasceu em 23 de junho de 1963 em Santos, litoral de São Paulo, sendo filho do médico Luís Gonzaga de Oliveira Gomes e de Myrtes Giani França Gomes. França interessou-se pela política ainda no ensino básico, como estudante da EE Martim Afonso, em São Vicente, quando integrou o Movimento da Unidade Popular (MUP).
Em 1982, França ingressou na Faculdade de Direito da Universidade Católica de Santos, concluindo sua graduação em 1986. Ainda na faculdade, elegeu-se presidente do diretório acadêmico da universidade, o Centro Acadêmico Alexandre Gusmão. Deu prosseguimento aos estudos fazendo pós-graduação em direito administrativo e constitucional.
Entre 1983 e 1992, França trabalhou como oficial de justiça na Comarca de São Vicente. Também exerceu a advocacia. Em 1986, casou-se com a professora Lúcia, com quem teve dois filhos: Helena, pedagoga; e Caio, advogado e deputado estadual.

## Carreira política

### Em São Vicente
Em 1988, França filiou-se ao Partido Socialista Brasileiro (PSB), o único partido político em que esteve filiado. Naquele ano, elegeu-se vereador com São Vicente em 472 votos, reelegendo-se em 1992 com 1 082 votos. Em 1996, foi eleito prefeito da cidade com 44,3% dos votos válidos. Durante seu mandato, focou na área social, buscando incentivar o turismo e a criação de empregos, além de realizar obras de infraestrutura e ações culturais. França criou o projeto Jovens no Exercício do Programa de Orientação Municipal, um programa de alistamento civil que oferecia o primeiro emprego para jovens de 18 anos em condições de vulnerabilidade. Em 2000, reelegeu-se prefeito com 93,1% dos votos. Ao deixar o cargo, elegeu seu sucessor com 84% dos votos.

### Deputado federal

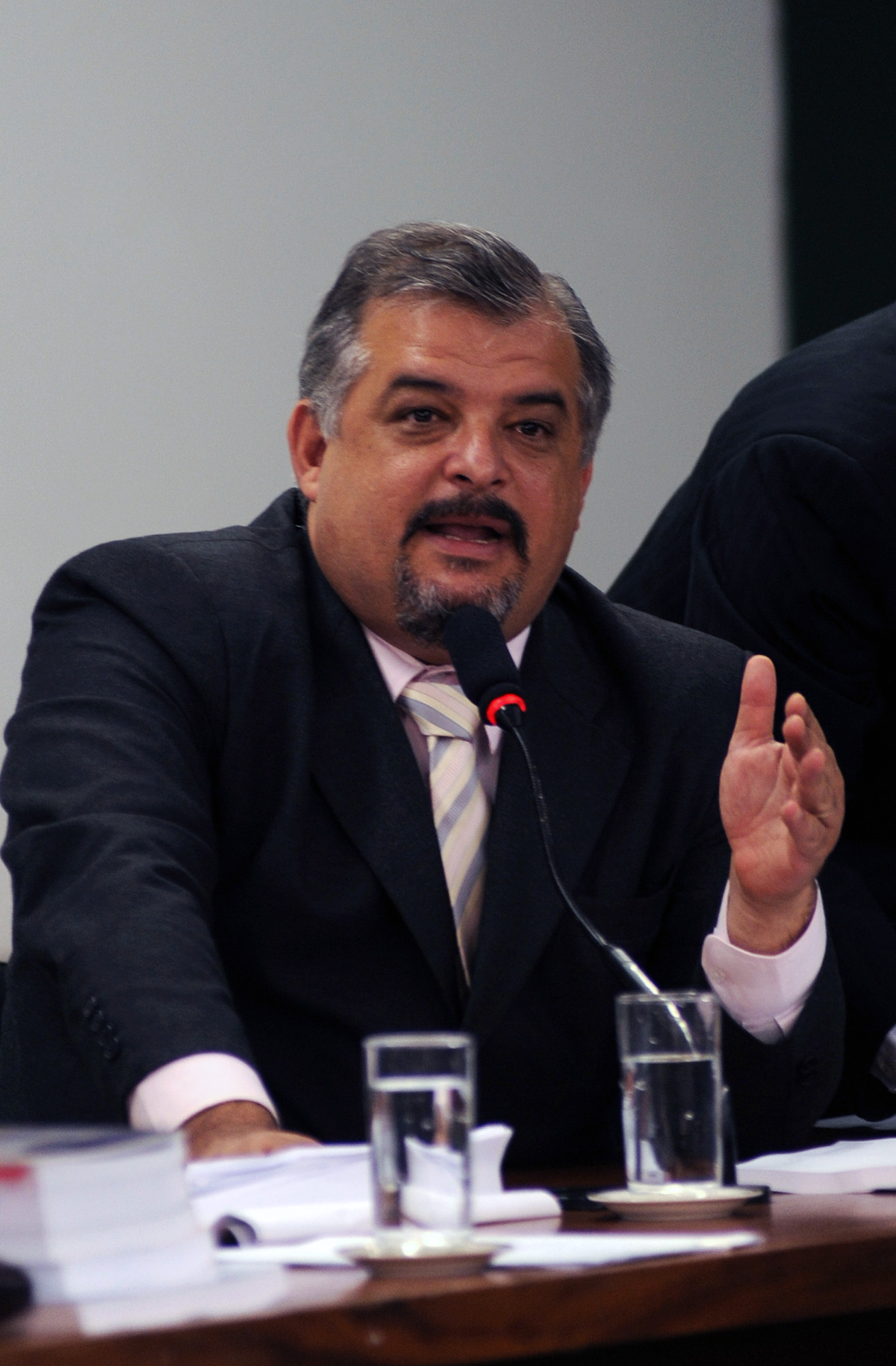
Márcio França então deputado federal, atuando como relator na Comissão Mista de Orçamento de 2009.

França foi eleito deputado federal na eleição de 2006 com 215 mil votos (1,04%), o nono mais votado do estado e o segundo do PSB em todo o país, atrás apenas de Ciro Gomes. Na Câmara dos Deputados, foi escolhido como líder do PSB e de um bloco formado por deputados filiados a PCdoB, PDT, PAN, PMN e PHS, além do PSB. Também fez parte do conselho político do presidente Luiz Inácio Lula da Silva, que reunia dirigentes de partidos aliados. Sua atuação lhe incluiu na relação dos deputados mais influentes pelo Departamento Intersindical de Assessoria Parlamentar. Em 2010, foi reeleito deputado federal com 172 mil votos (0,78%).

### Secretário e vice-governador
Em 2011, França assumiu a secretaria de Esporte, Lazer e Turismo no governo de Geraldo Alckmin. Como o primeiro secretário da pasta, implantou programas turísticos de acesso à população, como o Roda SP, que oferecia roteiros culturais e históricos na Baixada Santista. Para a eleição de 2014, Alckmin escolheu França como o candidato a vice-governador em sua chapa. Com a vitória, juntamente com suas atribuições como vice-governador, França foi designado secretário estadual de Desenvolvimento Econômico. Neste cargo, deu inicio a expansão da Universidade Virtual do Estado de São Paulo (Univesp), cujo número de vagas subiu de 3 mil para 55 mil vagas, oferecendo cursos gratuitos para 290 cidades, e criou o Mercado SP para os produtos rurais paulistas, além de incrementar os parques tecnológicos.

### Governador

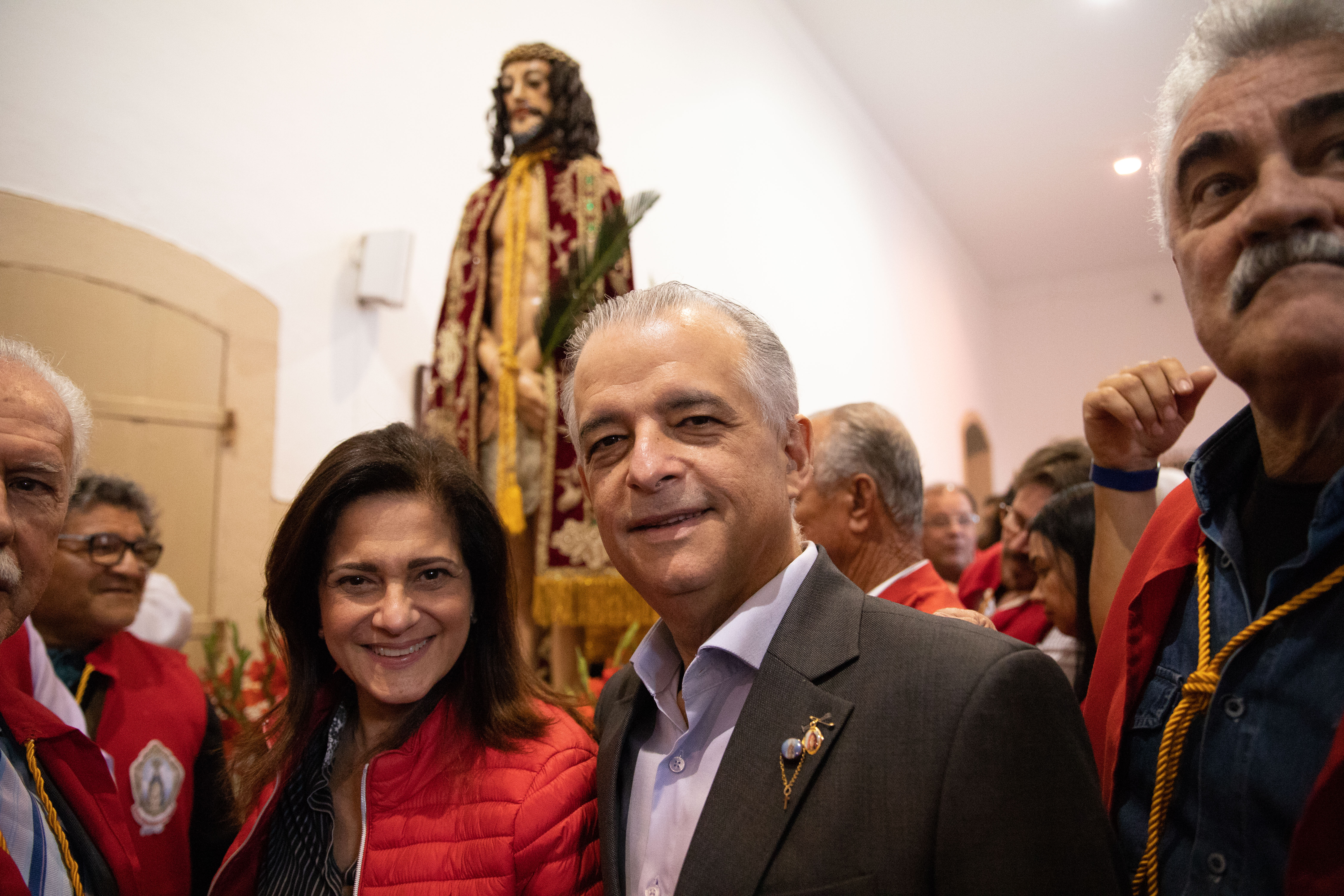
Marcio França e sua esposa, Lúcia França.

Márcio França como governador durante a Festa de Bom Jesus de Iguape.
Em 6 de abril de 2018, Alckmin renunciou ao cargo de governador para concorrer a presidente, fazendo de França o novo governador de São Paulo. Mesmo antes de ser empossado, já planejava concorrer à reeleição na eleição de 2018. Em agosto, o PSB oficializou seu nome para a reeleição ao governo, com a coronel Eliane Nikoluk como candidata a vice-governadora. No primeiro turno, ficou em segundo lugar com 4,3 milhões de votos, o que corresponde a 21,53% dos votos válidos, e disputou o segundo turno contra João Doria, do PSDB. Para o segundo turno, recebeu o apoio de representantes de ideologias diversas, desde o Movimento dos Trabalhadores Rurais Sem Terra a Paulo Skaf e Major Olímpio, senador eleito apoiador de Jair Bolsonaro. Na disputa presidencial entre Bolsonaro e Fernando Haddad, declarou neutralidade—no primeiro turno afirmou ter votado "com orgulho" em Alckmin. França acabou sendo derrotado por Doria, recebendo 10,2 milhões de votos, ou 48,25%, e se tornou o primeiro governador do Estado de São Paulo a ser derrotado em uma tentativa de reeleição.

### Eleições municipais de 2020
Em setembro de 2020, França teve sua candidatura à prefeitura de São Paulo oficializada pelo PSB. A chapa contou com Antônino Neto de vice e disputa o cargo com apoio da coligação formada com PDT, PMN, Avante e Solidariedade.

### Eleições estaduais de 2022

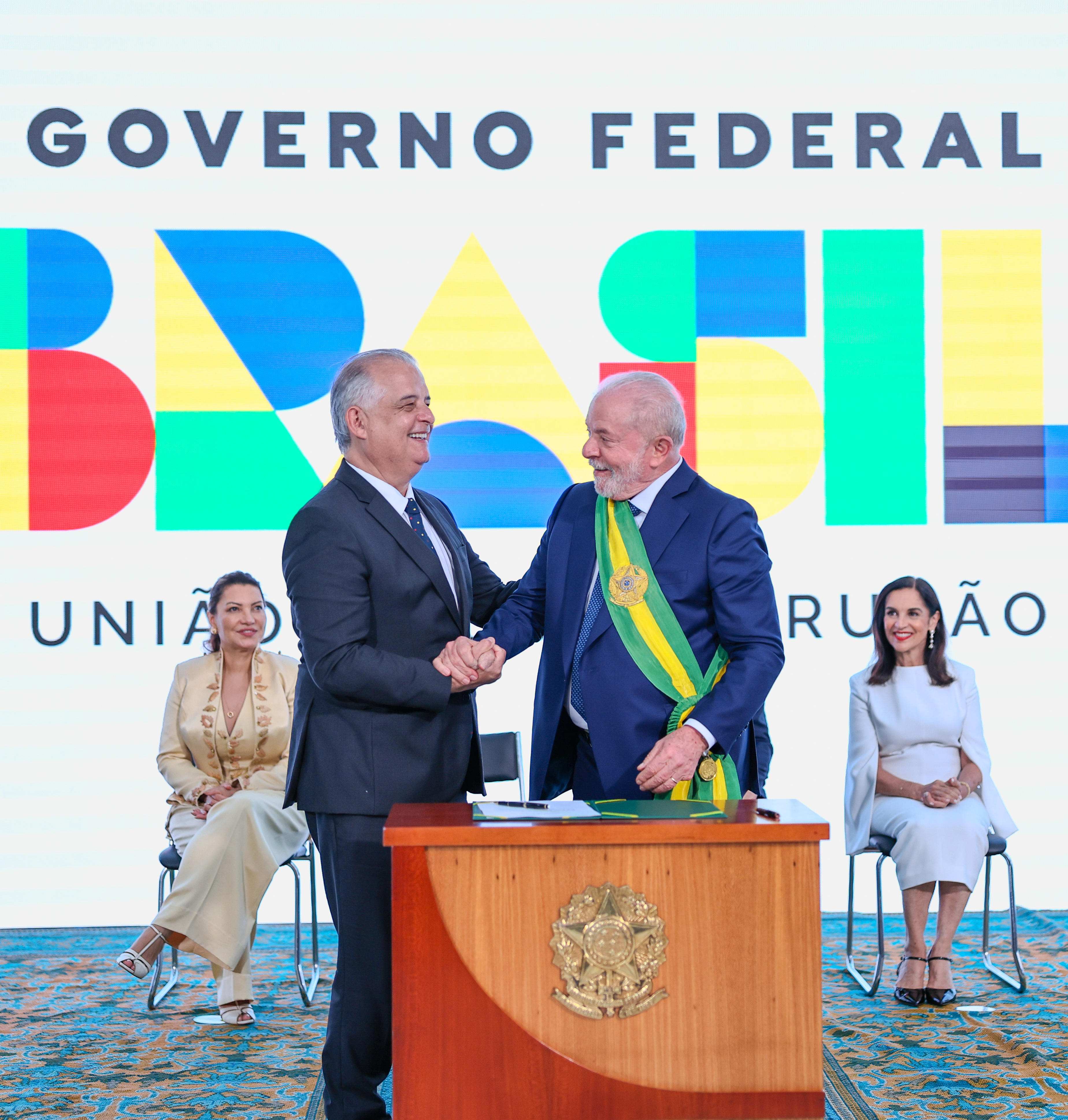
França toma posse como Ministro de Estado

Nas eleições de 2022, concorreu ao cargo de Senador por São Paulo, disputando a única vaga disponível naquele pleito. Não foi eleito, ficando em segundo lugar, sendo superado por Marcos Pontes.

### Ministério dos Portos e Aeroportos
Com a vitória de Luiz Inácio Lula da Silva para um terceiro mandato como presidência da república, França foi nomeado Ministro dos Portos e Aeroportos a partir de janeiro de 2023.

### Ministério do Empreendedorismo, da Microempresa e da Empresa de Pequeno Porte
Com a reforma ministerial ocorrida em setembro de 2023, França foi nomeado Ministro do Empreendedorismo, da Microempresa e da Empresa de Pequeno Porte, assumindo o cargo em 13 de setembro de 2023.

## Desempenho eleitoral
| Ano  | Eleição                  | Partido | Cargo                                           | Votos      | %                 | Resultado  | Ref    |
| ---- | ------------------------ | ------- | ----------------------------------------------- | ---------- | ----------------- | ---------- | ------ |
| 1988 | Municipal de São Vicente | PSB     | Vereador                                        | 472        | n/d               | Eleito     |        |
| 1992 | Municipal de São Vicente | PSB     | Vereador                                        | 1.082      | n/d               | Eleito     |        |
| 1994 | Estaduais em São Paulo   | PSB     | Deputado Federal                                | 18.410     | n/d               | Suplente   | [ 38 ] |
| 1996 | Municipal de São Vicente | PSB     | Prefeito                                        | 50.371     | 44,34%            | Eleito     |        |
| 2000 | Municipal de São Vicente | PSB     | Prefeito                                        | 139.581    | 93,01%            | Eleito     | [ 39 ] |
| 2006 | Estaduais em São Paulo   | PSB     | Deputado Federal                                | 215.388    | 1,04%             | Eleito     | [ 40 ] |
| 2010 | Estaduais em São Paulo   | PSB     | Deputado Federal                                | 171.973    | 0,92%             | Eleito     | [ 41 ] |
| 2014 | Estaduais em São Paulo   | PSB     | Vice-governador Titular: Geraldo Alckmin (PSDB) | 12.230.807 | 57,31%            | Eleito     | [ 42 ] |
| 2018 | Estaduais em São Paulo   | PSB     | Governador                                      | 4.358.998  | 21,53% (1º Turno) | Não Eleito | [ 43 ] |
| 2018 | Estaduais em São Paulo   | PSB     | Governador                                      | 10.248.740 | 48,25% (2º Turno) |            | [ 43 ] |
| 2020 | Municipal de São Paulo   | PSB     | Prefeito                                        | 728.441    | 13,64%            | Não Eleito | [ 44 ] |
| 2022 | Estaduais em São Paulo   | PSB     | Senador                                         | 7.822.518  | 36,31%            | Não Eleito | [ 45 ] |